# Antonio De Witt (pittore)
Antonio Antonij De Witt (Livorno, 22 febbraio 1876 – Firenze, 13 giugno 1967) è stato un pittore italiano.

## Biografia
Allievo di Adolfo Tommasi, in breve tempo diviene l'esponente più raffinato e colto del gruppo postmacchiaiolo. 
Mente arguta e aristocratica, si misura senza problemi con l'incisione, la critica e storia dell'arte, i romanzi.
Collabora con Giovanni Pascoli, illustrando alcuni suoi libri.
Dal 1912 collabora con le sue incisioni all'Eroica, diretta da Ettore Cozzani; entra nel gruppo degli xilografi italiani con i quali espone, nello stesso anno, alla Mostra internazionale di xilografia di Levanto, È alla Biennale di Venezia nel 1914 ( e vi parteciperà ancora in seguito) e alla Secessione Romana nel 1915.
Nel 1920 si reca in Argentina. Qui inizia a scrivere il romanzo Estancia  (che pubblicherà a Milano nel 1925). 

Nel 1924 compie un lungo viaggio in Eritrea, poi in Germania, nei Paesi Bassi e in Norvegia. Nel 1928, infine, si stabilisce a Firenze, dove ricopre la carica di direttore del Gabinetto dei disegni e delle stampe degli Uffizi.
Nel 1958 vince il premio Fiorino, e nel 1962 viene chiamato ad esporre al Centro culturale Olivetti di Ivrea.
Muore a Firenze il 13 giugno 1967.
Varie mostre gli vengono dedicate dopo la sua morte. Nel 1975 viene organizzata una retrospettiva dell'artista a Palazzo Strozzi a Firenze. Nel 1998 ne viene allestita un'altra alla Galleria d'arte moderna di Palazzo Pitti a Firenze, a cura della storica dell'arte Francesca Cagianelli, che ne cura tuttora l'archivio.
Artista poliedrico, Antonio De Witt rimane una delle personalità più affascinanti, ma meno conosciute tra i postmacchiaioli.
La sua arte è proiettata in un ambito culturale molto vasto, schivando meri ed esclusivi interessi commerciali e di mercato.